# Hồ trăn
Hồ trăn hay quả hồ trăn hay hạt cười hay hạt dẻ cười (Danh pháp khoa học: Pistacia vera) là một loài thực vật thuộc Họ đào lộn hột. Loài này được Carl von Linné miêu tả khoa học đầu tiên năm 1753.
Hồ trăn có nguồn gốc từ vùng Ba Tư nay phân bố rộng rãi ở Iraq, Syria, Liban, Thổ Nhĩ Kỳ, Hy Lạp, Tunisia, Kyrgyzstan, Tajikistan, Turkmenistan, Ấn Độ, Pakistan, Ai Cập, Sicilia, Uzbekistan, Afghanistan, Hoa Kỳ (trồng nhiều ở California) và Việt Nam. Hạt dẻ cười hầu như thường xuất hiện trên các mâm bánh kẹo ngày Tết ở Việt Nam.

## Công dụng

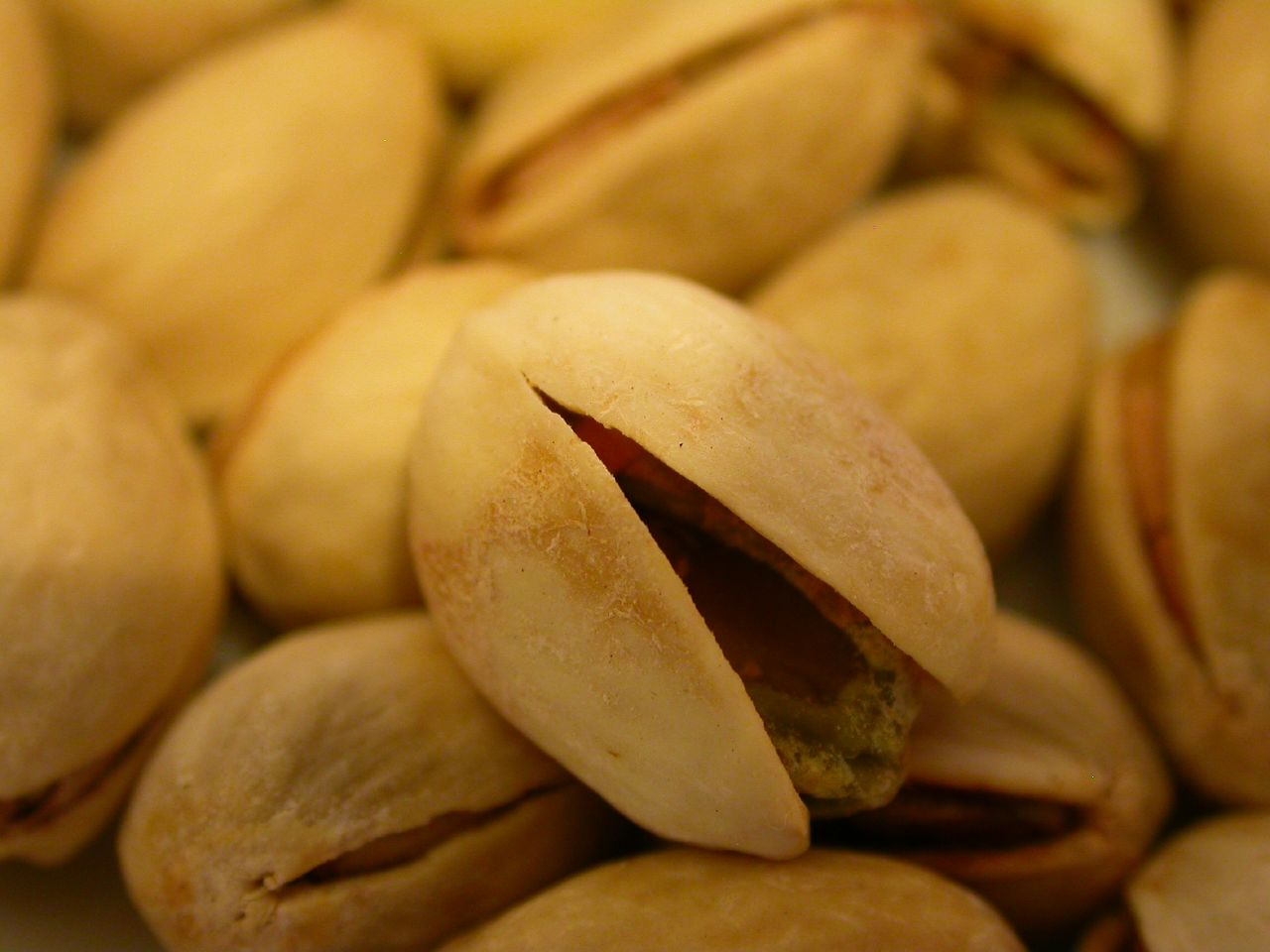
Hạt cười khô

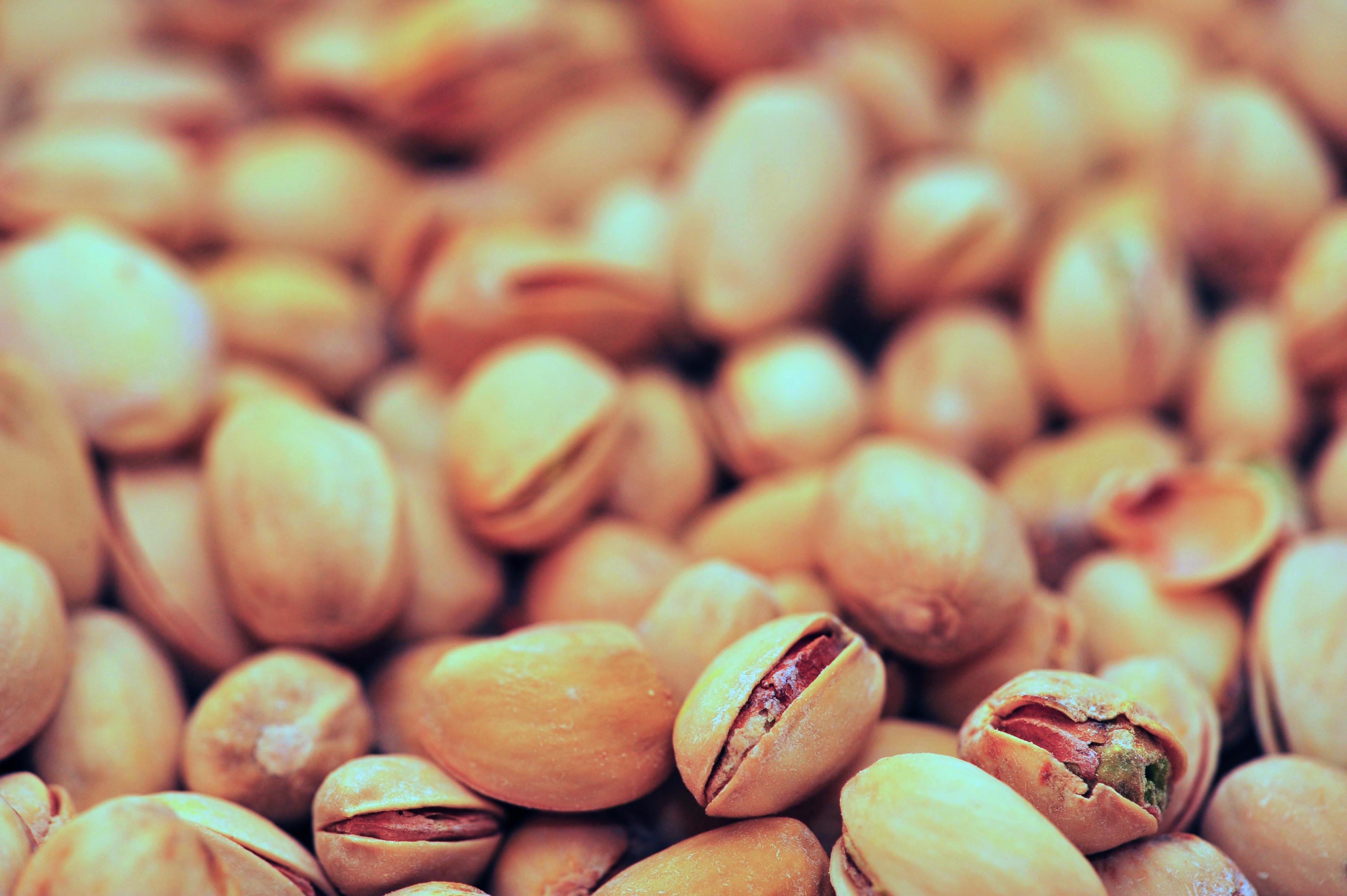
Hạt cười khô

Quả hồ trăn là một trong những nguồn phong phú chất xơ và protein (chất đạm). Bạn có thể ăn ít mà vẫn cảm thấy no lâu. Một phần quả hồ trăn 25 g chứa 2,6 g chất xơ, nhiều hơn các loại hạt khác", chuyên gia dinh dưỡng Naini Setalvad nói. Ngoài ra, 25 g hồ trăn cung cấp hơn 260 mg kali và nhiều khoáng chất khác giúp duy trì huyết áp.
Ăn hạt cười (quả hồ trăn) có thể chống được béo phì, thừa cân và giảm nguy cơ mắc bệnh tim, tiểu đường và các hội chứng trao đổi chất, hạt cười có hàm lượng HDL-C, folate, protein C-reactive và homocysteine thấp, qua đó giảm nguy cơ mắc bệnh tim mạch và ung thư, hiệu quả đặc biệt của quả hồ trăn trong việc giảm chất béo và lipoprotein, tác nhân gây bệnh tim mạch.

## Hình ảnh

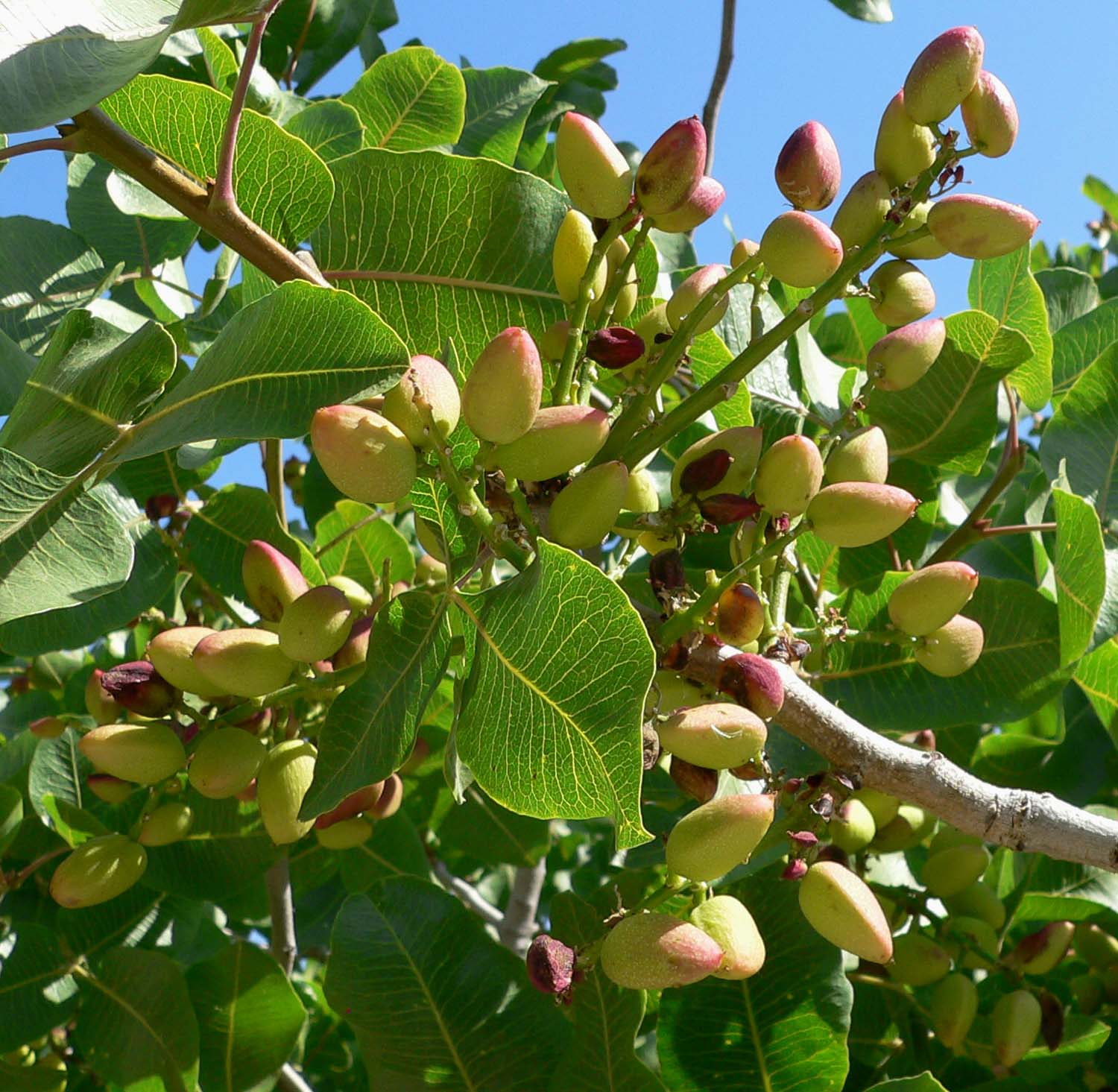
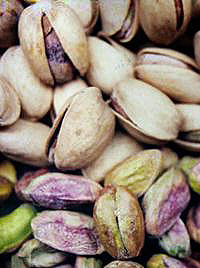
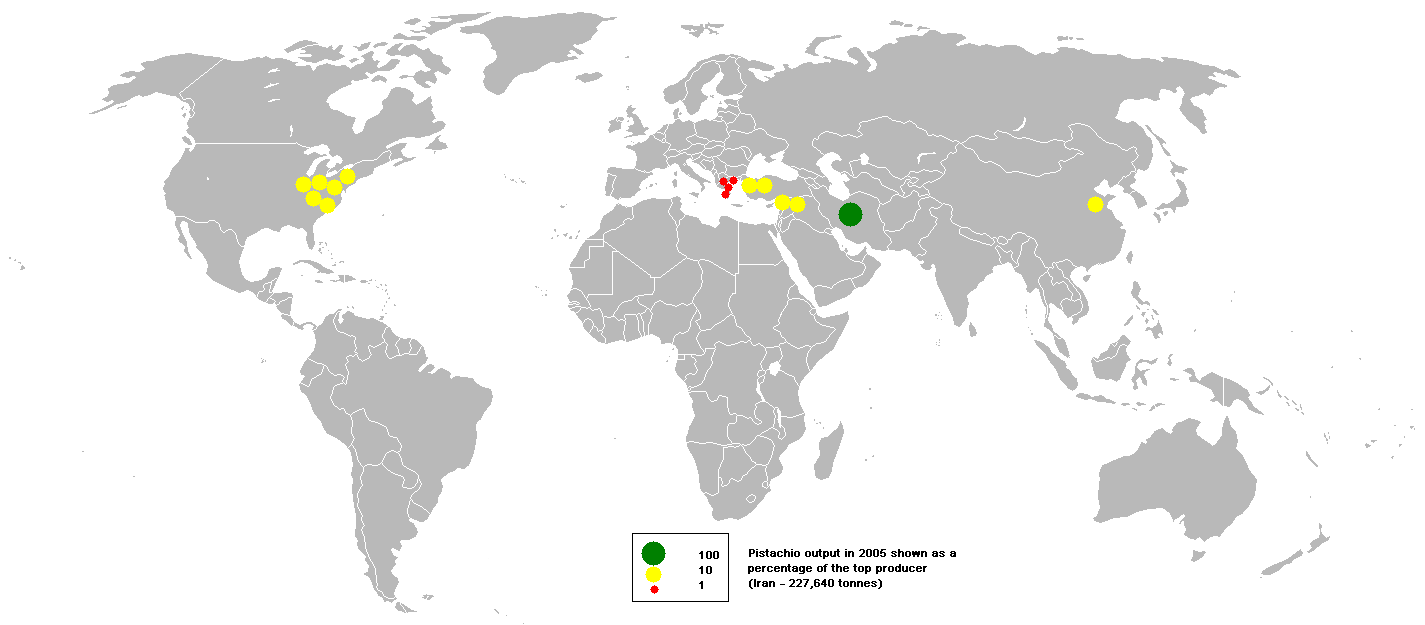
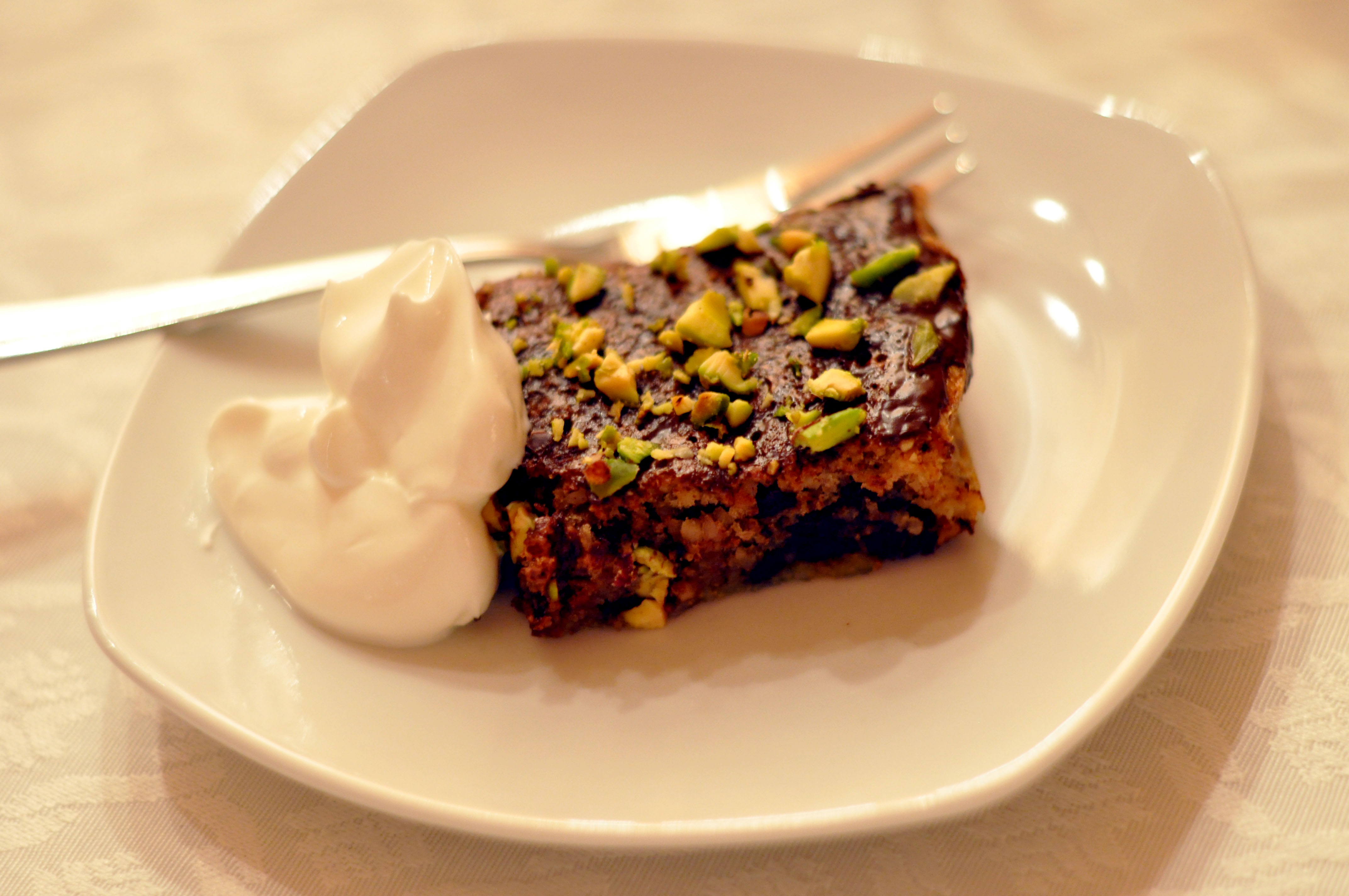

## Xuất khẩu
| Sản lượng (tấn) | Sản lượng (tấn) | Sản lượng (tấn) | Sản lượng (tấn) | Sản lượng (tấn) |
| Quốc gia        | 2005            | 2006            | 2007            | 2008            |
| --------------- | --------------- | --------------- | --------------- | --------------- |
| Iran            | 229 657         | 250 000         | 315 500         | 192 269         |
| Hoa Kỳ          | 128 367         | 107 955         | 188 696         | 126 100         |
| Thổ Nhĩ Kỳ      | 60 000          | 110 000         | 73 416          | 120 113         |
| Syria           | 44 642          | 73 183          | 52 066          | 52 600          |
| Trung Quốc      | 34 000          | 36 000          | 38 000          | 40 000          |
| Hy Lạp          | 8 847           | 8 233           | 8 148           | 8 100           |
| Afghanistan     | 2 457           | 2 457           | 3 600           | 2 500           |
| Tunisia         | 2 000           | 2 700           | 2 500           | 2 500           |
| Ý               | 2 719           | 1 024           | 2 782           | 2 000           |
| Kyrgyzstan      | 300             | 500             | 800             | 800             |
| Pakistan        | 597             | 632             | 536             | 773             |
| Madagascar      | 210             | 220             | 230             | 230             |
| Uzbekistan      | 300             | 203             | 200             | 200             |
| Côte d'Ivoire   | 100             | 100             | 100             | 100             |
| Morocco         | 50              | 50              | 50              | 50              |
| Síp             | 15              | 12              | 25              | 24              |
| Mexico          | 26              | 4               | 10              | 10              |
| Mauritius       | 5               | 5               | 5               | 5               |
| Azerbaijan      | 11              | 15              | 3               | 3               |